# Paller de Casa Marco
El Paller de Casa Marco és una obra de la Vall de Boí (Alta Ribagorça) inclosa a l'Inventari del Patrimoni Arquitectònic de Catalunya.

## Descripció
Edifici de planta irregular, cobert a dos vessants, que conté possibles restes d'una de les torres del recinte emmurallat i de part d'un pany de muralla.
Consta de planta baixa i un pis, amb accés per la raconada del carrer de la Muralla pel que té un portal d'accés a la cort, mig refet.
A la façana exterior hi ha una petita obertura a nivell superior del parament lateral de la possible torre de la muralla.